# Broiler

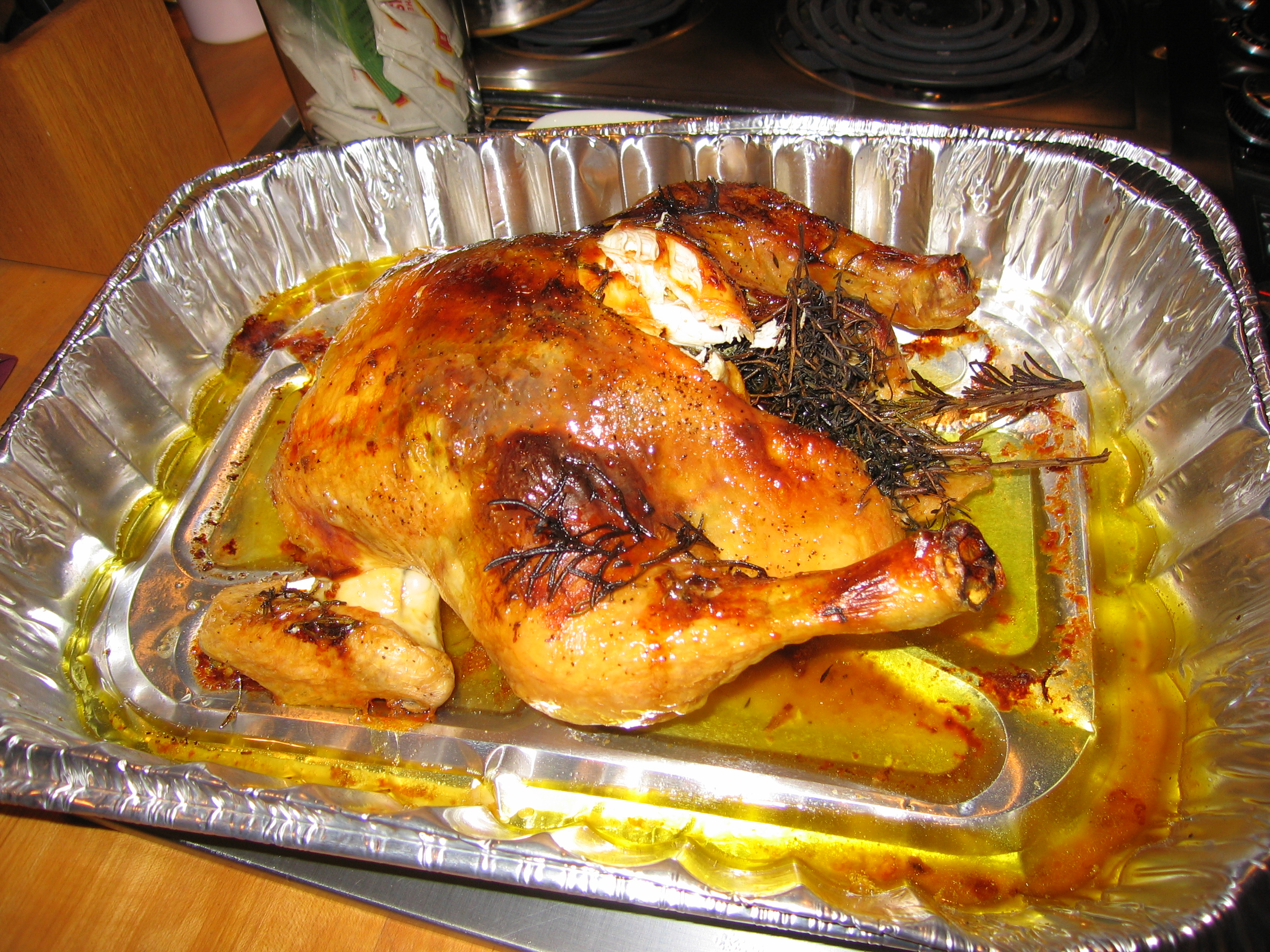
Broiler

Broiler ist  eine regional übliche Bezeichnung für Brathähnchen, insbesondere im Gebiet der ehemaligen DDR.

## Übernahme ins Deutsche

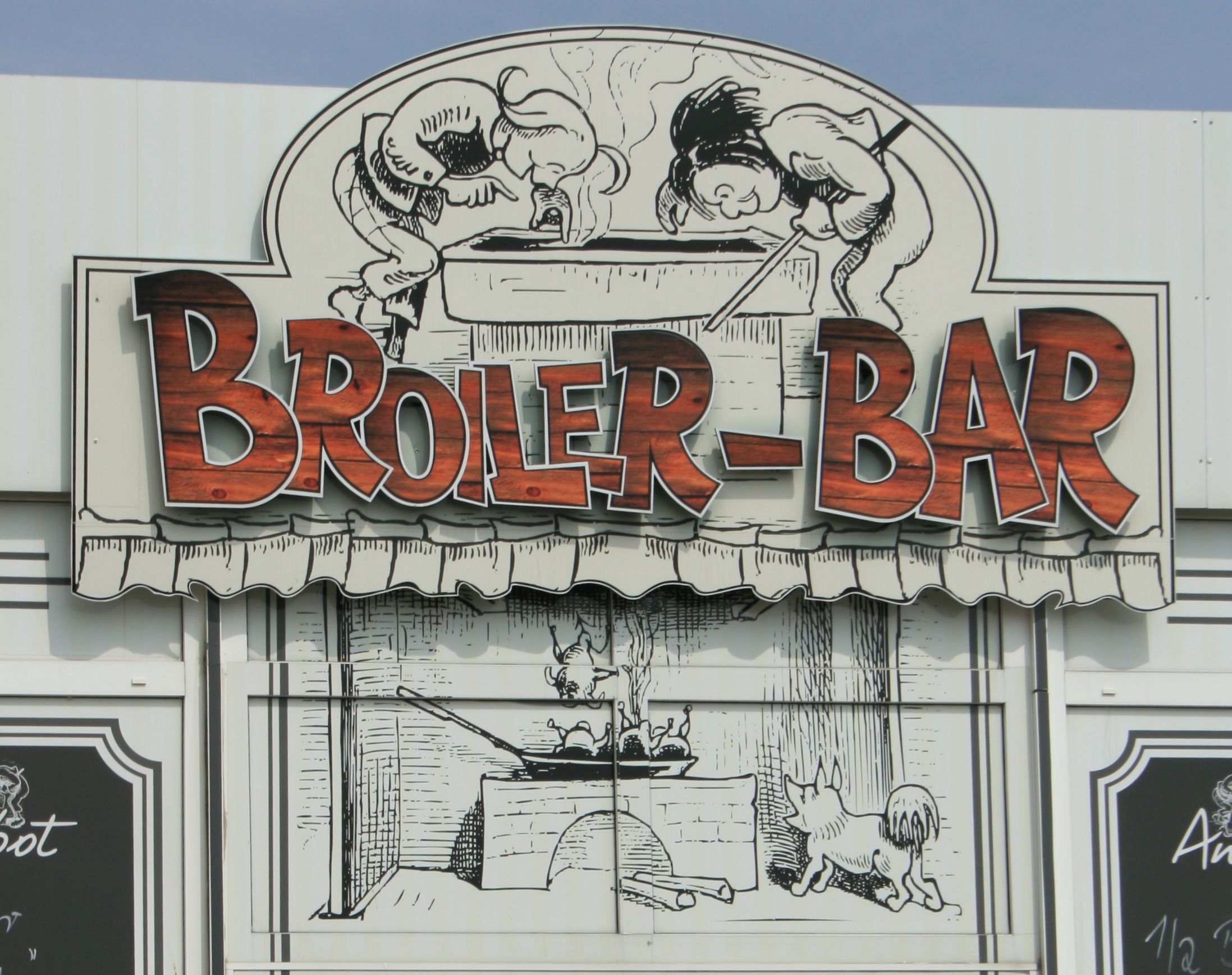
Eingang zur „Broiler-Bar“ in Sassnitz auf Rügen (2013)

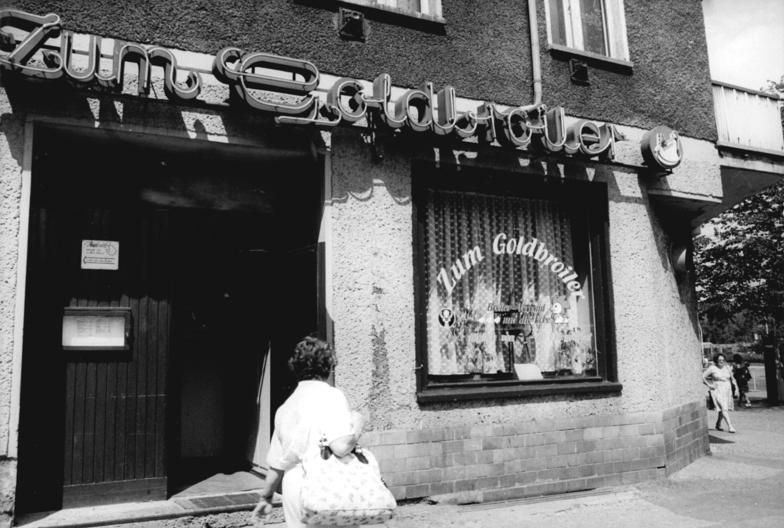
Gaststätte „Zum Goldbroiler“, Berlin 1990

Der Begriff ist angloamerikanischen Ursprungs und leitet sich vom mittelfranzösischen bruiller (franz.: brûler = „brennen“) ab. Sowohl amerikanische als auch britische Wörterbücher definieren einen broiler als „a (young) chicken suitable for broiling“ („ein zum Grillen/Braten geeignetes (meist junges) Hähnchen oder Hühnchen“). In den USA ist der Begriff bereits 1875 (in Vermont für grillfertig verkaufte Hähnchen) belegt, dann 1886 im Oxford English Dictionary und 1952 in einer britischen Zeitung, die über den Aufschwung der amerikanischen Broiler-Industrie berichtet. In der Fachsprache der Geflügelzüchter aller deutschsprachigen Länder bedeutet der Begriff „Broiler“ „zur Mast bestimmtes Hähnchen“. Broiler wurde in der DDR 1961 zum Gattungsnamen für Brathähnchen, als dort Broiler aus einer bulgarischen Geflügelzüchterei verkauft wurden. Die Bulgaren hatten in Anlehnung an den angloamerikanischen „broiler“ diesen Masthähnchen den Markennamen brojleri gegeben. Der bulgarische Name für solches Geflügel ist Pile, bulgarisch пиле „Hühnchen“. Seither besitzt das Wort im Deutschen genauso wie im Angloamerikanischen beide Bedeutungen, sowohl für das Masthuhn in der Geflügelzucht wie für das grillfertige Hähnchen/Hühnchen als Lebensmittel.
Nach neuen Sprachforschungen kam der Name Broiler vermutlich folgendermaßen in die DDR: Züchter aus den Ostblockstaaten, allen voran der Sowjetunion, wollten ein besonders fleischreiches Brathuhn züchten, was allerdings nur in bescheidenem Umfang gelang. In den 1950er Jahren hatte allerdings eine Bremer Firma ein solches fleischreiches Huhn aus mehreren alten deutschen Rassen (siehe Liste von Hühnerrassen) gezüchtet und an eine US-amerikanische Geflügelfirma verkauft. Ob der Name Broiler bereits als Markenname von der deutschen oder erst von der US-amerikanischen Firma verwendet wurde, ist nicht bekannt. Gesichert ist, dass über die genannte US-amerikanische Firma der Ausdruck broiler in die DDR kam. Der Grund war der oben angeführte gescheiterte Versuch, das fleischreiche Brathuhn zu züchten. Der Rat für gegenseitige Wirtschaftshilfe beschloss deshalb Ende der 1950er Jahre, die Hühnerrasse von der US-amerikanischen Firma zu importieren. Dies sollte allerdings aus politischen Gründen über Bulgarien geschehen. Auf diese Weise verbreitete sich der Broiler dann im Ostblock.
Andere Quellen gehen davon aus, dass die Broilerzucht in den 1960er Jahren in der bulgarischen Stadt Dobritsch (damals Tolbuchin) entwickelt wurde. Dort gelang erstmals die industrielle Massenzucht von Masthähnchen in zehn Wochen zu einem Gewicht von etwa 1,5 kg. Zur besseren Vermarktung im Ausland benutzte man für die Neuzüchtung den vom amerikanischen Englisch abgeleiteten Namen „brojleri“.
Nach einer anderen Quelle nahm sich die DDR das jugoslawische Agroindustriekombinat emona zum Vorbild, das wiederum u. a. US-amerikanische Technologie einsetzte. Walter Ulbricht besuchte diesen Betrieb bei seinem Staatsbesuch in Jugoslawien 1966 und verhandelte diesen Technologietransfer auch direkt mit Staatschef Tito. Daraufhin entstand in der DDR das Kombinat Industrielle Mast (KIM).
In der DDR ist der Begriff im Lexikon für das Gaststätten- und Hotelwesen von 1972 verzeichnet. Zu Werbezwecken wurde auch die Bezeichnung Goldbroiler verwandt. Daraus leitete der Volksmund Begriffe wie Silberbroiler oder Bronzebroiler ab, was etwa gleichbedeutend mit dem Gummiadler (für ein minderwertiges, zähes oder fleischarmes Hähnchen) ist. In der DDR gab es eine HO-Gaststättenkette „Zum Goldbroiler“ mit Restaurants in allen Bezirks- und Kreisstädten.
Laut DDR-Duden wiegen Broiler nach acht bis zehn Wochen 1,2 bis 1,4 kg, die bulgarischen Masthähnchen in den 1960er Jahren wogen nach zehn Wochen Aufzucht rund 1,5 Kilogramm.

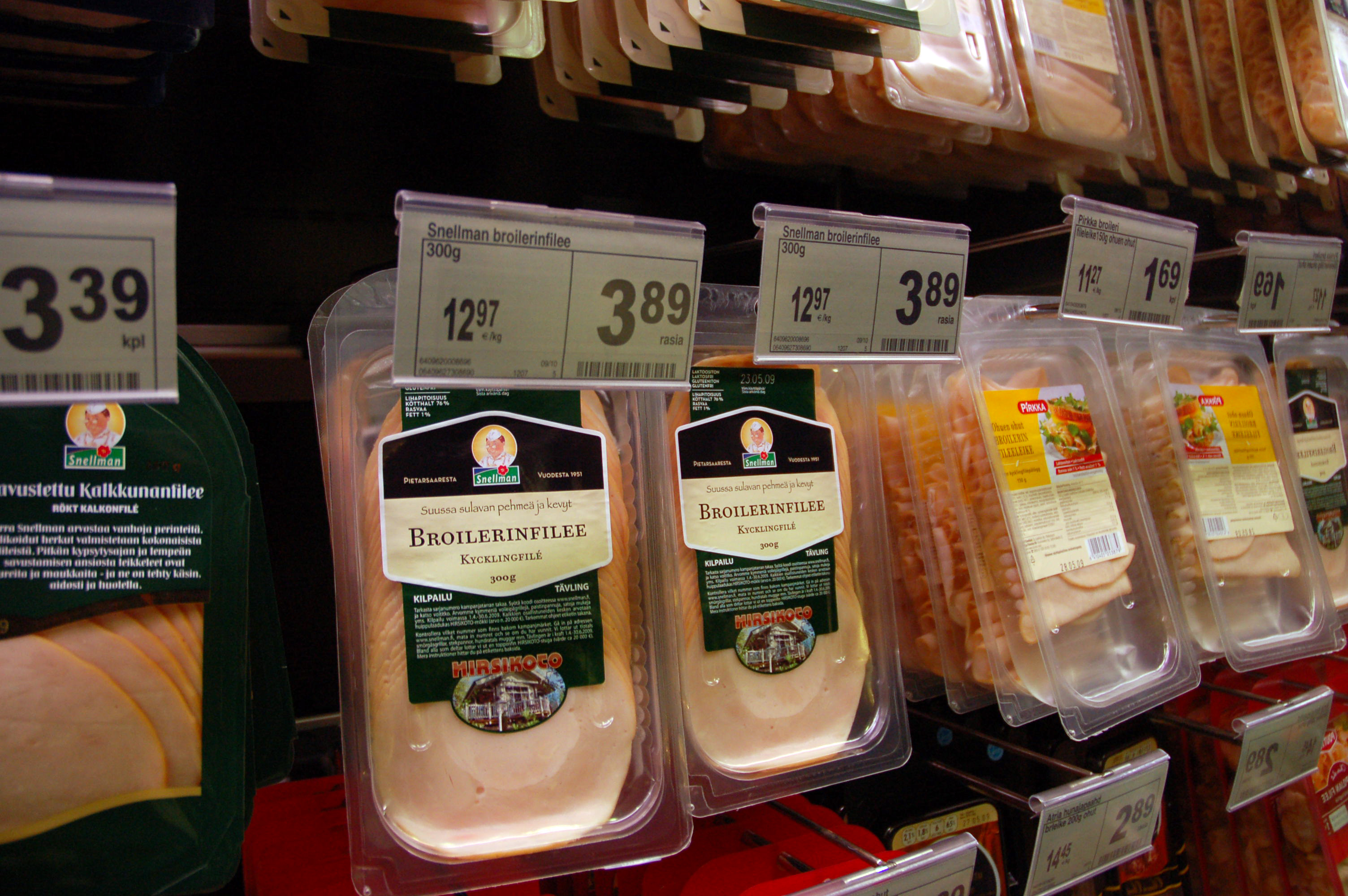
Broilerfilet in einem finnischen Supermarkt

Der Begriff Broiler ist auch in anderen Sprachen gebräuchlich, z. B. im Finnischen broileri und auf Swahili.

## Weitere Bedeutungen und Verwendungen
- Nach nicht verifizierten Überlieferungen soll es bereits in den 1940er Jahren in den USA eine Broiler-/Brathähnchenkette mit dem Namen „Broiler“ gegeben haben, die Brathähnchen als „broiler“ verkauften.
- Der Kasseler-Broiler war in der DDR ein gepökelter und danach geräucherter Broiler.
- Im Kombinat Industrielle Mast (KIM) wurden in der DDR vor allem Masthähnchen (Broiler), Gänse, Eier, Mastschweine und Mastrinder produziert.
- Gemäß DDR-Fremdwörterbuch (Leipzig 1977, hrsg. von Ruth Küfner) wurden auch anderes Geflügel sowie Kaninchen als Broiler bezeichnet. Es nennt auch die Formen Broilerkaninchen, Broikas und Kaninchenbroiler.
- Es gibt eine Düsseldorfer Band namens Broilers.
- Die zweite Folge der ersten Staffel der US-amerikanischen Fernsehserie MacGyver trug in der deutschen Fassung den Titel Goldbroiler MacGyver, obwohl das damals verantwortliche Synchronstudio Arena Synchron ein West-Berliner Unternehmen war.

### Sprachwissenschaftlich
- Martin Lehnert: Anglo-Amerikanisches im Sprachgebrauch der DDR. Berlin 1990, ISBN 3-05-000985-3. [Broiler S. 67 ff.].
- Norbert Nail: „Broiler“ – gegrillt und ungegrillt. Nachbemerkungen zu einem „DDR-Wort“. In: Der Sprachdienst 3–4/94, S. 100–102. [Mit u. a. Quellenangabe für Broiler von 1966].
- Birgit Wolf: Sprache in der DDR: Ein Wörterbuch. de Gruyter, Berlin 2000, ISBN 3-11-016427-2. [Broiler S. 34,  Quelle für die „Medaillen“-Broiler].
- Ulrich Busse: Anglizismen-Wörterbuch. Teil: A – E. de Gruyter, Berlin 2001, ISBN 3-11-017169-4. [Broiler S. 176 ff.].
- „Webster’s New School and Office Dictionary“, The World Publishing Company, New York 1943
- „The New International Webster’s Student Dictionary“, International Encyclopedic Edition New York 1982
- „Random House Webster’s College Dictionary“, („Webster’s New School and Office Dictionary“, The World Publishing Company, New York 1943; „The New International Webster’s Student Dictionary“, International Encyclopedic Edition New York 1982; „Random House Webster’s College Dictionary“, Random House, New York 1990 Random House, New York 1990)
- „Oxford WORDPOWER Dictionary“, Oxford University Press 1993

### Tierzüchterisch
- John Hammond u. a.: Handbuch der Tierzüchtung. Teil 3, 2. Halbband. „Rassenkunde“.  Hamburg / Berlin 1961.
- Siegfried Scholtyssek: Die Mast von Junggeflügel. Marktgerechte Erzeugung und Herrichtung. Hamburg / Berlin 1961.
- Hans Wacker, Ernst Granz: Tierproduktion. 10. Auflage. Parey, Berlin / Hamburg 1971, ISBN 3-489-79012-X.
- Dieter Großklaus (Hrsg.): Geflügelfleischhygiene, Tierhaltung, Schlachtung, Lebendtier- und Fleischuntersuchung, Erzeugnisse, Rechtsgrundlagen. Parey, Berlin / Hamburg 1979, ISBN 3-489-68016-2.

### Historisch
- Patrice G. Poutrus: Die Erfindung des Goldbroilers: Über den Zusammenhang zwischen Herrschaftssicherung und Konsumentwicklung in der DDR. Böhlau, Köln 2002, ISBN 3-412-14400-2.
- Simone Tippach-Schneider: Das große Lexikon der DDR-Werbung. Schwarzkopf & Schwarzkopf, 2002, S. 257/258

## Belege
1. ↑  F. Jürgen Herrmann: Lehrbuch für Köche. 1. Auflage. Handwerk und Technik, Hamburg 1999, ISBN 3-582-40055-7, S. 224.
2. ↑  Zu dem in Ost- und Westdeutschland unterschiedlichen Sprachgebrauch siehe: Jürgen Eichhoff: Zu einigen im 20. Jahrhundert entstandenen geographischen Unterschieden des Wortgebrauchs in der deutschen Sprache. In: Sprache und Brauchtum. Festschrift Bernhard Martin, Marburg 1980, ISBN 3-7708-0687-5, S. 169f.
3. ↑  Webster’s New School and Office Dictionary. The World Publishing Company, New York 1943; The New International Webster’s Student Dictionary. International Encyclopedic Edition, New York 1982; Random House Webster’s College Dictionary. Random House, New York 1990.
4. ↑  BROILER | Bedeutung im Cambridge Englisch Wörterbuch. Abgerufen am 17. November 2019.
5. ↑  Broiler  Duden Wörterbuch
6. ↑  Martin Lehnert, Anglo-Amerikanisches im Sprachgebrauch der DDR. Berlin 1990, S. 68.
7. ↑  Mahlzeit DDR Teil 1: Broiler, Ketwurst & Griletta auf YouTube, abgerufen am 6. April 2022.
8. ↑  Martin Lehnert, Anglo-Amerikanisches im Sprachgebrauch der DDR. Berlin 1990, S. 67.